# 拓殖大学
拓殖大学（たくしょくだいがく、英語: Takushoku University）は、東京都文京区小日向三丁目4番14号に本部を置く日本の私立大学。1900年創立、1922年大学設置。大学の略称は拓大（たくだい）、拓殖（たくしょく）。

## 概要

### 大学全体
拓殖大学は、台湾の開拓を実施する人材を育成する教育機関として開学した（拓殖は移住して原野を拓き民衆を殖てるの意）。初年度は独立した校舎を持たず、九段上の和仏法律学校（現・法政大学）の一部を借用していた。1901年には、現在の文京キャンパスである小石川区茗荷谷町へ移転している。
第二次世界大戦前にアジア開拓など外地に携わる人材育成を目的としていたことから現在でも国際開発の人材育成を主力としている。

### 建学の精神（校訓・理念・学是）
拓殖大学の建学の精神は、台湾協会学校設立時に桂太郎が唱えた「積極進取の気概とあらゆる民族から敬慕されるに値する教養と品格を具えた有為な人材の育成」となっている。
学監（現在の学長に相当）だった新渡戸稲造の影響もあり、校歌にある「人種の色と地の境我が立つ前に差別なし」と聖書マタイによる福音書の一節を引用した「地の塩となれ」を教育方針としている。

### 教学三訓
一、拓殖大学人は、自らの祖国に恥ずるなきを期すべし。
一、拓殖大学人は、人種の色と地の境を超え、国際人としての豊かな教養知性と凛呼たる品性を養うべし。
一、拓殖大学人は、日本・亜細亜・世界の地の塩として、個の本然を発揚し、全体に生きるの志と誇りを持つべし。

### 教育および研究

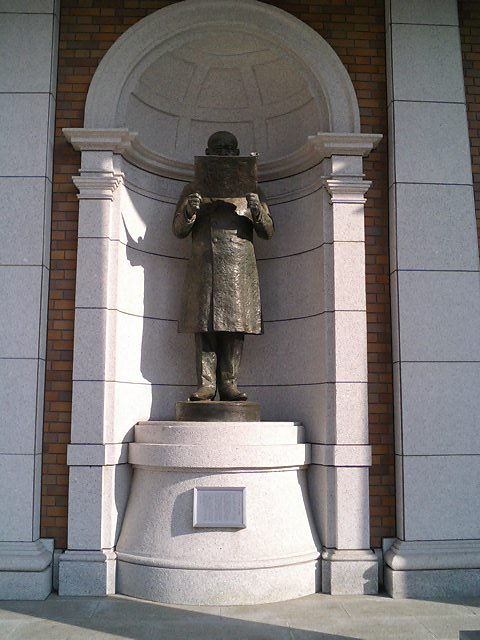
桂太郎銅像

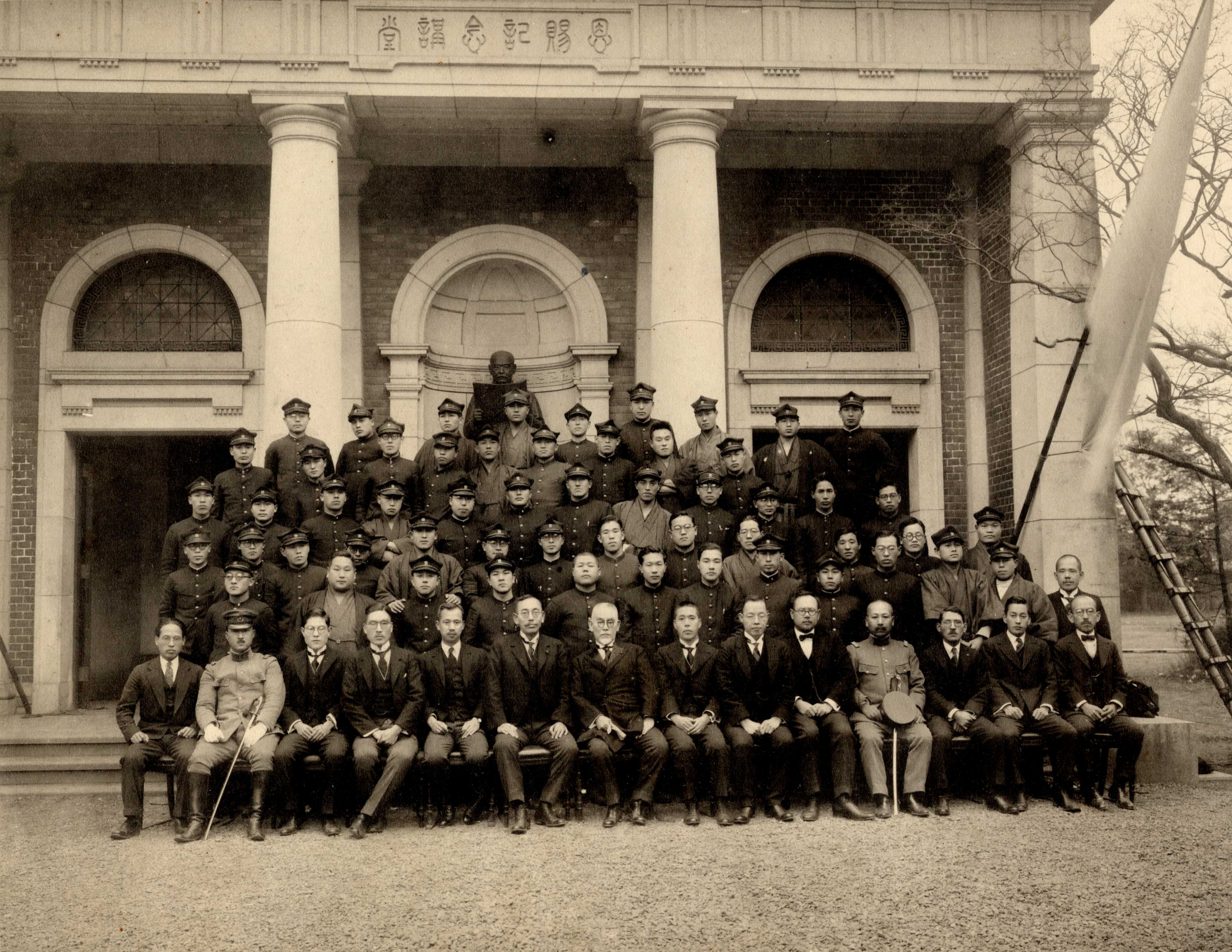
1929年の卒業写真。中央が後藤新平学長。左隣は永田秀次郎次期学長

拓殖大学は第二次世界大戦前には拓殖学（植民政策学など）を中心とした教育機関であった。その為、学部構成は当時の名残を残しており、現在でも独立した法学部は設置しておらず、政経学部法律政治学科という政治学の一分野という立場で教育・研究が行われている。
政経学部は、早稲田大学・明治大学に次ぐ古い歴史を持ち（第二次世界大戦前には専門部という名称であった）、もともと台湾への入植者に関する教育を実施する大学であったことから学問的な論点もさることながら実際に拓殖地においてどのように行政と経営を実施するかということを研究・教育する学問体系を取っていた。さらにこうした視点から法学まで内包した科目体制を取っており、現在でも法学は政治学の一分野としてのカリキュラム編成がなされ、学科名は法律政治学科である。
商学部を中心に地方官吏養成にも力をいれている。2008年に商学部会計学科が設置された。同年11月7日実施の「平成20年度八王子税務署納税表彰式」において、租税教育推進校として表彰される。
必修の第二言語として選択できる言語が非常に豊富であり、中国語、韓国語、スペイン語、ドイツ語、フランス語、ブラジル・ポルトガル語、ロシア語、インド・パキスタン語、インドネシア・マレーシア語、アラビア語を選択することができる。また留学生のみ、日本語を選択することもできる。
また附属高校に、漢方医学講座、鍼灸科（理療科）、柔道整復師養成課程もあった。医学部の創設が一時理事会で正式決定されたが、文部省の意向をふまえ中止した。

### 学風および特色
建学の精神に則り、日本文化研究所が設置されており、独自の日本文化や歴史の研究が行われている。機関誌『新日本学』（季刊）を出版している。

## 沿革

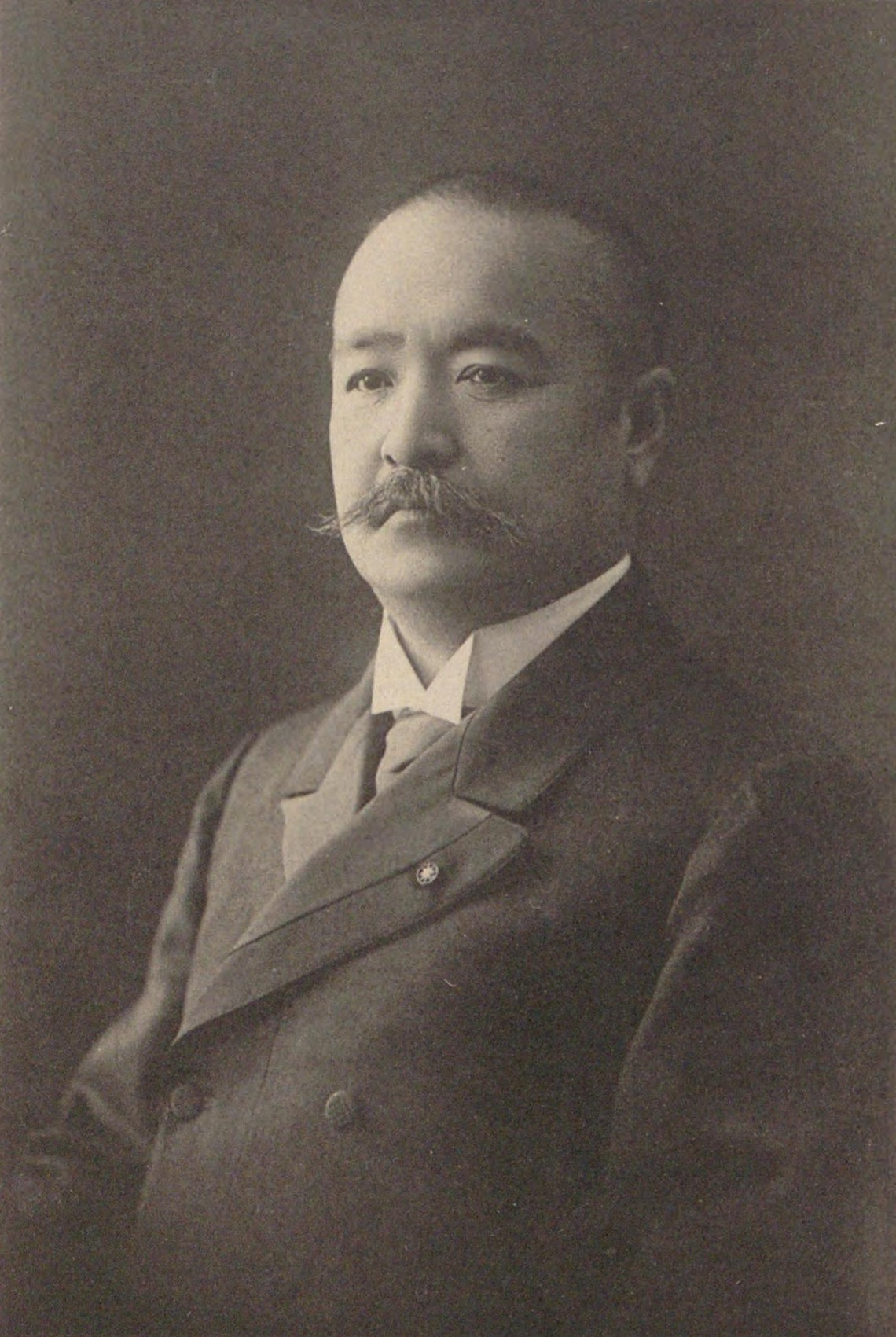
初代校長/桂太郎

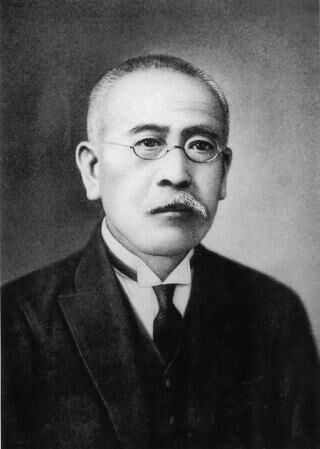
第二代学長/小松原英太郎

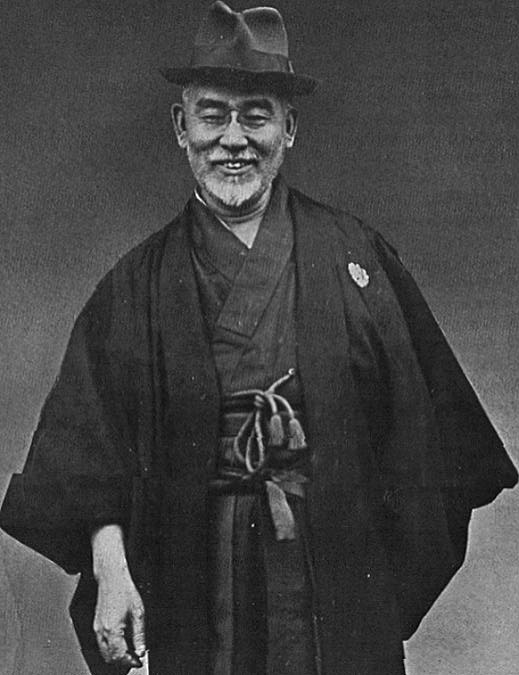
第三代学長/後藤新平

拓殖大学は、1900年（明治33年）6月に設立された台湾協会学校を起源とし、1904年に専門学校令準拠の台湾協会専門学校、1907年に東洋協会専門学校、1915年（大正4年）に東洋協会植民専門学校、1918年に拓殖大学と改称。1922年に大学令準拠の東洋協会大学となり、1926年に拓殖大学と改称。戦前期を通じて植民地経営に資する人材を多く輩出した。
終戦の翌年（1946年）に紅陵大学と改称し、連合国軍による占領統治終了後、旧称に戻した。現在は文京・八王子国際の2キャンパスに5学部を擁する総合大学となっている。

### 年表
- 1898年（明治31年） - 台湾協会発足（会頭・桂太郎）
- 1900年 - 台湾協会学校の設立認可（6月）。和仏法律学校（法政大学の前身）仮校舎で開校（9月）
- 1901年 - 小石川区茗荷谷町（現在地）に移転
- 1903年 - 第1回卒業式を挙行（45名）
- 1904年 - 専門学校令による台湾協会専門学校と改称
- 1907年 - 東洋協会専門学校と改称、京城分校（後の京城高等商業学校、現在のソウル大学校経営大学）を設置
- 1909年 - 東洋協会専門学校同窓会（現拓殖大学学友会）創立、同窓会会報創刊号発行
- 1910年 - 東洋協会旅順語学校、同大連商業学校（現在の大連36中学校）開校
- 1912年 - 恩賜金を明治天皇より拝受、留学生寮（高砂寮）完成
- 1914年 - 恩賜記念講堂落成式を挙行、東洋協会を社団法人に改組[2]、恩賜記念講堂開館式並びに桂公銅像除幕式を挙行
- 1915年 - 東洋協会植民専門学校と改称
- 1917年 - 東洋協会台湾支部附属台湾商工学校（現在の台北市開南高級中等学校（中国語版））開校[3]。
- 1918年 - 拓殖大学と改称（専門学校令準拠）。京城分校を東洋協会京城専門学校に分離。
- 1919年 - 校歌を制定（宮原民平作詞、永井建子作曲）
- 1920年 - 東洋協会京城専門学校を私立京城高等商業学校と改組・改称
- 1922年 - 6月5日、大学令による東洋協会大学設立認可[4]（専門学校令準拠の拓殖大学は1925年まで存続）
- 1923年 - 図書館竣工[注 2]
- 1925年 - 専門学校令準拠の拓殖大学を東洋協会大学専門部（夜間）に改称・改組。拓殖科・法律科・商科を設置
- 1926年 - 東洋協会大学を拓殖大学と改称
- 1930年 - 東洋協会大連女子商業学校（現在の大連市中山区中心小学校）開校
- 1932年 - 新校舎竣工（現在の文京キャンパスＡ館）。北多摩郡久留米村に総合運動場を開設。「拓殖大学新京講習所」を設立
- 1933年 - 学部を商・拓殖の2科に改編。東洋協会奉天商業学校開校
- 1934年 - 専門部（夜間）を昼間授業に改め、拓殖科・法律科・商科の区別を廃す
- 1937年 - 漢方医学講座を開講
- 1939年 - 専門部を商科・開拓科・武徳科に改組

- 1940年 - 学部の商科を商経学科、拓殖科を拓殖学科に改称。大学予科を北多摩郡小平村に移転。東久留米運動場を廃止

- 1941年 - 拓殖大学報国会発足

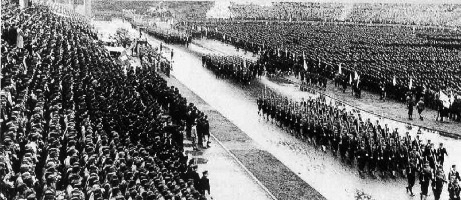
出陣学徒壮行会（拓大からは1263人が出陣した）

- 1943年 - 専門部武徳科を司政科に改める。東洋協会安南語講習所を設置
- 1944年 - 大学予科の学生募集停止。専門部を専門学校（経営科・開拓科・司政科）に改組
- 1945年 - 空襲により恩賜記念講堂などを焼失
- 1946年 - 拓殖大学を紅陵大学と改名。拓殖専門学校を紅陵専門学校に改称。商学部拓殖学科を貿易科と改称。大学予科の学生募集再開[6]
- 1948年 - 旧制予科廃止。専門学校開拓科を農学科・農業経済科と改称。群馬農林専門学校を統合し群馬県邑楽郡小泉町に群馬分校を設置。福井地震で学生有志が「義援隊」を組織し現地入り。

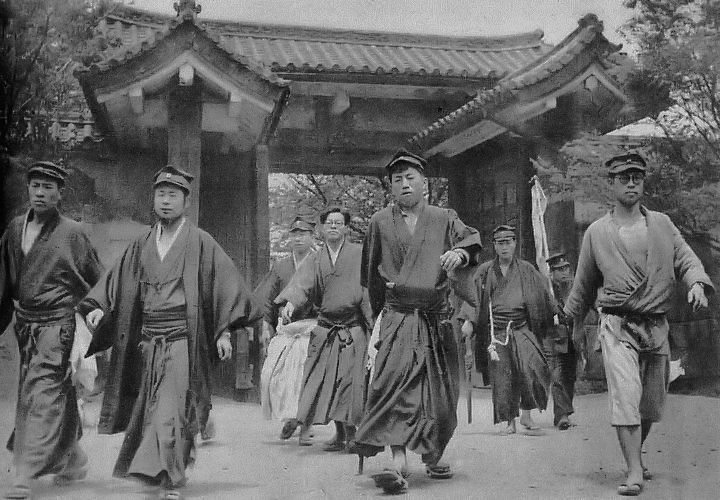
紅陵大学のバンカラ学生（1949年）

- 1949年 - 学制改革に伴い新制紅陵大学として発足、商学部（経営学科・貿易学科）および政経学部（政治学科・経済学科）を設置
- 1950年 - 短期大学（経営科・貿易科）を設置
- 1951年 - 大学院修士課程（経済学研究科・商学研究科）を設置
- 1952年 - 再び名称を拓殖大学に戻す
- 1955年 - 拓殖大学海外事情研究所を設立
- 1957年 - 新講堂（茗荷谷ホール）竣工。群馬分校および旧制拓殖専門学校廃止[7]
- 1959年 - 拓殖大学経理研究所を設立
- 1960年 - 旧制拓殖大学廃止[8]
- 1961年 - 拓殖大学日本語研修所を設立
- 1963年 - 拓殖大学日本語研修所を拓殖大学語学研修所と改称
- 1964年 - 八王子校地（42万坪）購入契約調印（5月本契約）
- 1965年 - 学友会会報「茗荷谷たより」創刊号発行

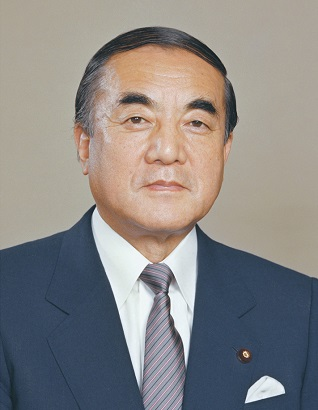
第12代総長/中曽根康弘

- 1968年 - 「拓魂碑」除幕式を挙行（学友会主催）
- 1969年 - 北海道拓殖短期大学付設拓殖保育専門学校を設置
- 1970年 - 大学院博士課程（経済学研究科・商学研究科）を設置、大学院校舎「D館」（図書館跡）竣工、恩賜記念講堂表記記念碑Ｓ館裏に建立
- 1972年 - 留学生別科を設置、「拓殖大学語学研修所」を「拓殖大学語学研究所」と改称
- 1977年 - 東京都八王子市に八王子キャンパスを開設。商学部・政経学部の1～2年生は同キャンパスに。同キャンパスへ外国語学部（英米語学科・中国語学科・スペイン語学科）を設置。
- 1978年 - 拓殖大学ユネスコ協会を設立、八王子キャンパス内に国際交流会館完成
- 1979年 - カナダに海外提携校を置く
- 1980年 - 北海道拓殖短期大学「保育科」を新設、「拓殖招魂社」を八王子校地に移設遷座
- 1981年 - 台湾・北京・スペイン・メキシコに海外提携校を置く
- 1985年 - 「管理棟」「図書館棟」起工式、赤城山荘（厚生施設）廃止
- 1987年 - 工学部（機械システム工学科・電子工学科・情報工学科・工業デザイン学科）を設置
- 1990年 - 北海道拓殖短期大学を拓殖大学北海道短期大学と改称
- 1991年 - 大学院修士課程（工学研究科機械システム工学専攻・電子情報工学専攻）を設置
- 1992年 - オーストラリアに海外提携校を置く
- 1993年 - 大学院博士課程（工学研究科機械システム工学専攻・電子情報工学専攻）を設置　大学院修士課程（工学研究科工業デザイン学専攻）を設置。茗荷谷校舎は、文京キャンパスに改称。
- 1994年 - イギリスに海外提携校（2大学）を置く
- 1997年 - 大学院博士課程（工学研究科工業デザイン学専攻）を設置、大学院修士課程（言語教育研究科英語教育専攻・日本語教育専攻）を設置
- 1998年 - 八王子キャンパスに屋内作業場“BIG TENTO”完成
- 1998年 - 八王子キャンパスに学生交流会館完成
- 1999年 - 大学院博士課程（言語教育研究科／言語教育学専攻）を設置、国際開発研究所開設、拓殖大学先端工学研究センター開設
- 2000年 - 創立100周年記念式典に天皇皇后が出席、国際開発学部（開発協力学科・アジア太平洋学科）を設置、言語文化研究所付属日本語研修センターに準備教育課程を設置、創立百周年記念事業「恩賜記念館」竣工
- 2002年 - 貿易学科を国際ビジネス学科へ、電子工学科を情報エレクトロニクス学科へそれぞれ改称。取得した日本語教育センター（旧外務省研修所）を国際教育会館と名称変更
- 2003年 - 政治学科を法律政治学科と改称、日本語研修センターが各種学校として東京都から認可、大学組織から拓殖大学日本語学校として分離改組。
- 2004年 - 大学院国際協力学研究科博士前期課程を設置
- 2005年 - 拓殖大学創立105周年祝賀会、八王子キャンパス内の国際開発学部棟を増築、八王子キャンパス内に第二体育館と体育寮完成、拓殖短期大学廃止
- 2006年 - 大学院国際協力学研究科博士後期課程を設置
- 2007年 - 3月、拓殖大学ルネサンス事業スタート(2015年3月まで)
- 2007年 - 商学部に、会計学科を新設、国際開発学部を、国際学部に名称変更（開発協力学科、アジア太平洋学科の2学科を国際学科1学科4コース制に編成）、工学部の情報エレクトロニクス学科を電子システム工学科に名称変更、日本語教育研究所を開設、イスラーム研究所を開設
- 2008年 - 国際学部に国際観光コースを設置
- 2008年 - 拓大ルネサンス計画の一環として、文京キャンパス内に新校舎（C館）完成
- 2009年 - 大学院地方政治行政研究科地方政治行政専攻修士課程を設置、拓殖大学桂太郎塾を開講[9]
- 2010年 - 工学部の工業デザイン学科をデザイン学科に名称変更、GPA制度を導入
- 2015年 - 商学部と政経学部を文京キャンパスに全面移転。八王子キャンパスを八王子国際キャンパスに名称変更。
- 2016年 - 地方政治行政研究所の附属組織として防災教育研究センターを設置する
- 2017年 - 4月、拓殖大学創立120周年記念「オレンジ募金」スタート(2020年12月31日まで。2021年以降も継続して募集予定)
- 2020年 - 外国語学部に国際日本語学科開設[10]
- 2025年 - 4月、政経学部に社会安全学科を開設予定

## 基礎データ

### 所在地
- 文京キャンパス（東京都文京区小日向3-4-14）
- 八王子国際キャンパス（東京都八王子市館町815-1）

#### 校歌
拓殖大学の校歌は1919年に創立20年を記念して制定。作詞者の宮原民平は拓殖大学の卒業生で当時は教授の職にあった。また、作曲者は陸軍軍楽隊長の職にあった永井建子。

#### スクールカラー
拓殖大学のスクールカラーは文京キャンパスが紅葉の名所であったことから紅葉色となっている。（現在は高尾山近辺にある八王子国際キャンパスが紅葉の名所となっている。）なお中国大陸の黄土から黄色が用いられてきたようだが、伝統的に橙色や紅色なども併用されている。

## 教育および研究

### 組織

#### 学部
- 商学部
  - 経営学科
    - 経営コース
    - 流通マーケティングコース
    - IT経営コース

  - 国際ビジネス学科
  - 会計学科
- 政経学部
  - 法律政治学科
  - 経済学科
  - 社会安全学科
- 外国語学部
  - 英米語学科
    - 英語学・英語教育コース
    - 英語コミュニケーションコース
    - 英米文化コース

  - 中国語学科
    - 中国語コミュニケーションコース
    - 中国語ビジネスコース

  - スペイン語学科
    - スペイン語コミュニケーションコース
    - スペイン語圏文化コース

  - 国際日本語学科
- 国際学部
  - 国際学科
    - 国際協力コース
    - 国際経済コース
    - 国際政治コース
    - 国際文化コース
    - 国際観光コース
    - 農業総合コース
- 工学部
  - 機械・通信・システム学系
    - 機械システム工学科
      - メカニカルデザインコース
      - 材料システムコース
      - 3D設計コース
      - 機械航空コース
      - ロボットコース（電子システム工学科とのコラボレーションコース）
      - 環境・エネルギーコース（電子システム工学科とのコラボレーションコース）

    - 電子システム工学科
      - 通信ネットワークシステムコース
      - 映像・音響システムコース
      - 生物・生体システムコース
      - デジタルシステムコース
      - ロボットコース（機械システム工学科とのコラボレーションコース）
      - 環境・エネルギーコース（機械システム工学科とのコラボレーションコース）

  - 情報・デザイン・メディア学系
    - 情報工学科
      - システムエンジニアリングコース
      - コンピュータソフトウェアコース
      - インターネットサービスコース
      - スマートコンピューティングコース
      - ビジュアルコンピューティングコース（デザイン学科とのコラボレーションコース）
      - Webデザインコース（デザイン学科とのコラボレーションコース）

    - デザイン学科
      - 感性デザインコース
      - 生活デザインコース
      - プロダクトデザインコース
      - メディアデザインコース
      - ビジュアルコンピューティングコース（情報工学科とのコラボレーションコース）
      - Webデザインコース（情報工学科とのコラボレーションコース）

- 国際コース（特別コース）
- 国際エンジニアプログラム（4学科いずれかに所属することが条件）
- 航空機操縦プログラム（機械システム工学科または電子システム工学科に所属することが条件）

（詳細は「拓殖大学大学院工学研究科・工学部 」を参照）

#### 研究科
- 経済学研究科

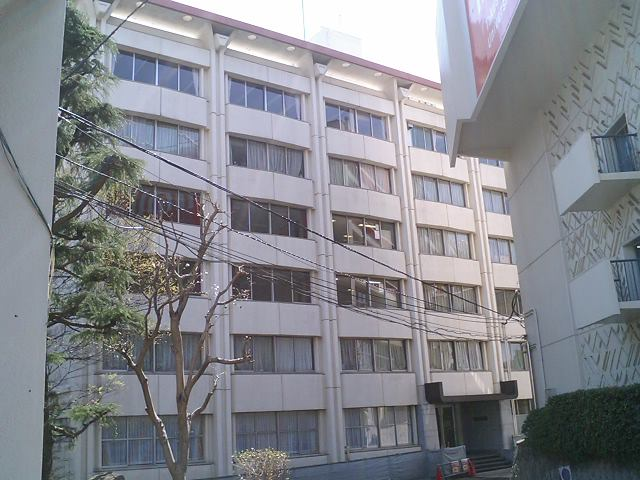
D館（大学院棟） 外観

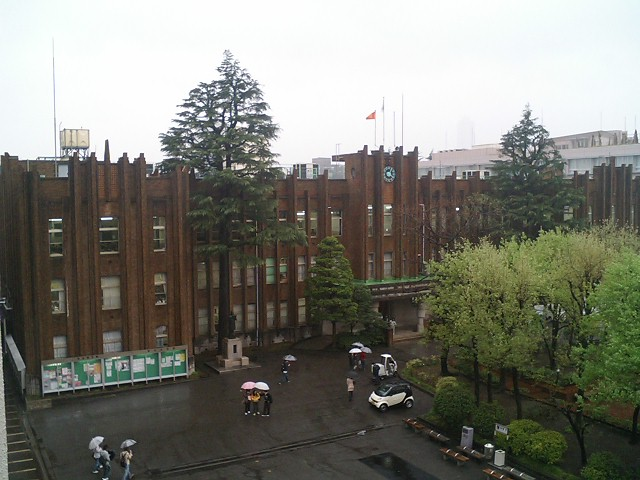
Ａ館（昭和7年竣工） 外観

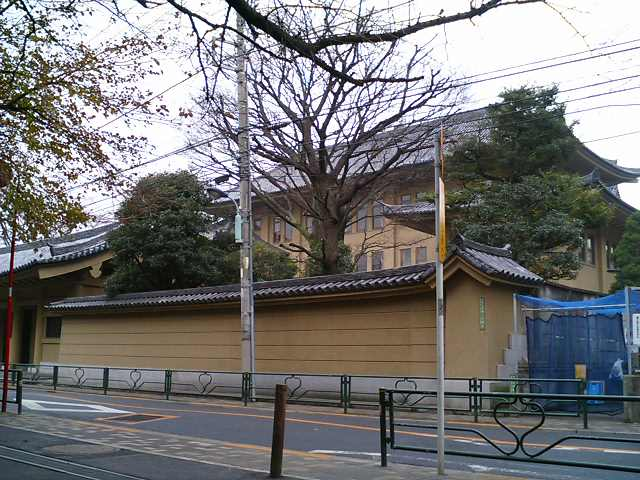
国際教育会館／別科日本語教育課程（昭和8年竣工） 外観

  - 国際経済専攻（博士前期課程・博士後期課程）
- 商学研究科
  - 商学専攻（博士前期課程・博士後期課程）
- 工学研究科
  - 機械・電子システム工学専攻（博士前期課程・博士後期課程）
  - 情報・デザイン工学専攻（博士前期課程・博士後期課程）
- 言語教育研究科
  - 日本語教育学専攻（博士前期課程）
  - 英語教育学専攻（博士前期課程）
  - 言語教育学専攻（博士後期課程）
- 国際協力学研究科
  - 国際開発専攻（博士前期課程・博士後期課程）
  - 安全保障専攻（博士前期課程・博士後期課程）
- 地方政治行政研究科
  - 地方政治行政専攻（修士課程）

#### 別科
- 別科
  - 日本語教育課程

#### 短期大学
短期大学部は設置されていないが以下の短期大学が設置されている。
- 拓殖大学北海道短期大学

また、かつて文京キャンパスに拓殖短期大学が設置されていたが現在は廃止されている。

#### 附属機関

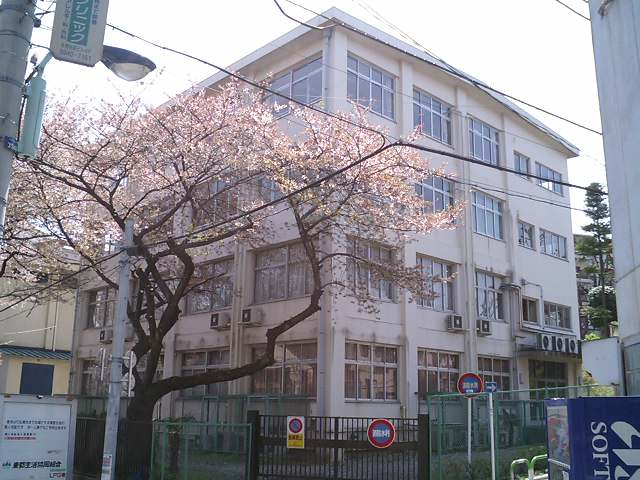
H館（部室棟）

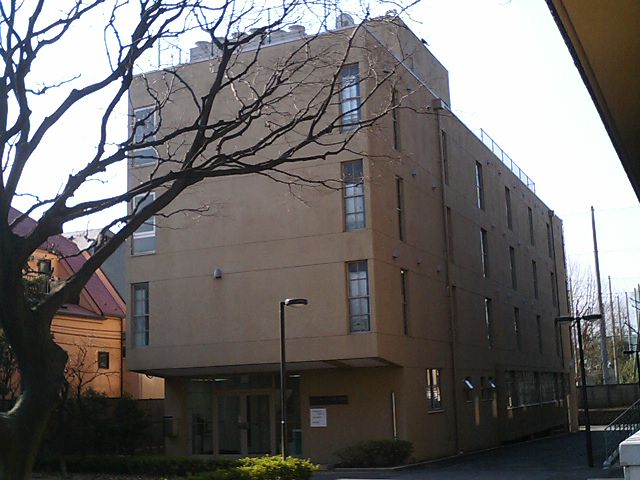
海外事情、日本文化研究所

- 国際協力研究機構
  - 海外事情研究所
  - 国際日本文化研究所
  - イスラーム研究所
- 経営経理研究所
- 政治経済研究所
- 言語文化研究所
- 理工学総合研究所
- 人文科学研究所
- 国際開発研究所
- 日本語教育研究所
- 地方政治行政研究所
- 産学連携研究センター
- 地域連携センター

##### 国際日本文化研究所
国際日本文化研究所は、1987年4月に「現代文明に変り得る、新たな文明の核としての日本を研究する機関」として設立された。当初は日本文化研究室という名称で、研究員は所長と客員研究員3名に加え、各学部・大学院に所属する教員が兼務するという形が取られていた。
1994年に「建学の精神に則って我が国と世界の学術と平和に寄与する研究機関」へと設立の目的が変更され、研究室も研究所へ昇格する。昇格により、研究所所長、専任教授、専任研究員を抱えることとなる。研究内容も昇格と同時に研究内容が「アイデンティティの探求」という一点に絞った研究に変更された。これにより紀要も大幅変更されることになる。
1998年8月には、日本文化研究所付属近現代研究センターが設立。台湾との共同研究「後藤新平・新渡戸稲造事跡国際検討会」の参加や学術検討会などへの参加。また、拓殖大学旧台北分校調査などが行われた。韓国でも拓殖大学旧京城分校の調査が行われた。
近年では、明治以降の近代化や戦後の歴史編纂などで掻き消された歴史や文化をもう一度掘り起こし検証することを中心に研究されており、得られた成果を新日本学として紀要や公開講座などで紹介している。紀要は『季刊新日本学』という名の表題とし年四回発行している。また、一般市民向け公開講座を開講している。（名称は毎年変わるが、「日本」という名が入る。）研究所は、拓殖大学国際教育会館内の別館研究所棟にある。
所長は澤田次郎。

#### 附属図書館
図書館は、文京キャンパス、八王子国際キャンパスの2ヶ所に設置されている。文京キャンパスの図書館を「拓殖大学図書館」、八王子国際キャンパスの図書館は「拓殖大学八王子図書館」としているが、学内向けには「文京図書館」「八王子図書館」として区別されている。
文京図書館は、キャンパスの整備事業により2015年に完成したE館（図書館・教室棟）の地下1階および地下2階に設置されている。商学部、政経学部および大学院の商学研究科、経済学研究科、言語教育研究科、国際開発研究科が設置されている関係上、社会科学関係の資料を中心に蔵書されている。八王子図書館は、外国語学部、国際学部、工学部が配置されているため、人文、社会、自然の各分野が全般的に揃えられている。また、各コレクションや文庫、貴重図書もここに収録されている。

#### 私立大学学術研究高度化推進事業
- ハイテク・リサーチ・センター事業
  - セラミックス系先端複合材料の超高温環境下における材料特性評価技術に関する研究
  - 拓殖大学先端工学研究センター

### 教育
- 現代的教育ニーズ取組支援プログラム
- 特色ある大学教育支援プログラム
  - ツイニングによる国際化への積極的取組プロジェクト
  - 文系学生のグローバル農業人材育成
  - 環境配慮型CSR対応教育プログラム
  - 学生の努力を誘発する実践力養成プログラム

### 留学制度
「拓殖大学海外留学制度：TUSAP（Takushoku University Study Abroad Programs）」という制度が設定されている。留学期間や留学方法により長期研修、短期研修、派遣留学、大学間交換留学、学部間交換留学、個人研修奨学金プログラムに分かれている。
留学先として、カナダ・オーストラリア・イギリス・アメリカ・中国・台湾・スペイン・メキシコの8か国・地域が設定されている。
長期語学研修は各学部が主催し、全学的に募集している。期間は9か月～12か月で、現地で取得した単位は、振り替えられる。
短期語学研修は各学部が主催し、全学的に募集している。期間は3～6週間程度である。
派遣留学は学術交流協定締結校へ1年程度留学する制度であり、授業料に加えて生活費や渡航費の一部も奨学金として支給される。
大学間交換留学および学部間交換留学は、学術交流協定校に6か月から1年派遣される制度である。この制度では日本学生支援機構(JASSO)から奨学金の支給を受けることも出来る。
個人研修奨学金プログラムは、第二語学の話されている又は履修した地域研究の地域へ、個人で計画を立てて短期留学する制度で、地域に応じた奨学金が支給される。

## 学生生活

### 部活動・クラブ活動・サークル活動
概要
同大学は2つのキャンパスを持つ。以前までは文京キャンパスは商学部と政経学部の3、4年次のみの設置であったが、現在では商学部及び政経学部の全学年が文京キャンパスを使用しており、外国語学部、工学部及び国際学部が八王子国際キャンパスを使用している。学園祭は、文京キャンパスで10月に「紅陵祭」を、八王子キャンパスで6月に「国際フェスティバル」と11月に「語劇祭」の3つが開催されている。
麗澤会（りたくかい：部活動、クラブ活動）
サークル活動以外の部活動、クラブ活動（委員会、部、研究会、同好会）は「拓殖大学麗澤会」という教職員と全学学生で構成される全学組織に所属することになる。
拓殖大学麗澤会は会長に学長、副会長に副学長、学生センター長（学生部長に相当）、各学部長、法人事務局長が就任しており、さらに学生センター学生生活部が「麗澤会事務局」として事務を運営する。
拓殖大学麗澤会は事務局、総務局、文化局、体育局の四つの部門を設置しており各部、クラブはいずれかの部門に所属している。
また、部・クラブ以外の団体は、大学祭実行委員会と卒業実行委員会が事務局、新聞部・放送部・吹奏楽部・図書館後援会、それらの連合会が総務局に所属している。なお、文化系部・クラブ・それらの連合会は文化局、運動系部・クラブ・それらの連合会は体育局の所属となる。
事務局所属の団体は麗澤会事務局である学生センター学生生活部の職員が直接顧問を務める。
文化局連合会では、文化系の部活、サークルの集まる行事が年に2～3回あり、他団体のサークルの同級生はもちろん、先輩、後輩のメンバー、多くの学部生の交流もできる。
麗澤会常任委員会
麗澤会の最高の意思決定機関は常任委員会と呼ばれ、麗澤会会長、副会長、局長（局の顧問である教職員）、その他の教職員の常任委員、学生常任委員（事務局団体役員、連合会役員）で構成する。麗澤会予算の議決等が本来の権限だが、学生自治会が現在休会になっているためこの委員会が大学と学生の代表者との全学的な協議の場となっている。
麗澤会海外派遣団
麗澤会では年に一回派遣国と研究テーマを決め、それに対して10名程度学生団員を募り約一週間派遣国において研究テーマについての活動をする。
サークル活動
拓殖大学の課外活動はすべて大学へ届出をする必要がある。そのため、サークル活動を行うには「愛好会」として学生センターへ届ける必要がある。愛好会は麗澤会所属団体に準ずる立場としており、学生当局より適時経済的な補助を受け、活動している。ただし、愛好会にかかる予算は麗澤会予算として計上されないため、必要に応じ当局と交渉をする必要がある。

### 学園祭
紅陵祭
紅陵祭は文京キャンパスで10月に行われる学園祭である。大学内の部活、同好会、サークル等各学生団体の共通の活動成果の発表の場であり、授与対象にならない独自の活動成果の発表を行った団体以外の最優秀賞団体には拓殖大学総長杯が授与される。主催者は麗澤会事務局大学祭実行委員会。
語劇祭
語劇祭は部活、同好会、サークルおよび有志によって八王子国際キャンパスで11月に開催される外国語のみを台詞に展開する劇の発表会。2008年で71回目を数える。大学内に課外活動として外国語の鍛錬、外国事情の研究を活動内容にする学生団体が複数あり、それらは語劇祭を紅陵祭と並ぶ団体の晴れ舞台として語劇祭を軸に活動を展開している。基本的に出場団体はそれらだが、まれに語学授業履修者の有志団体も出場をはたしている。最優秀賞団体には拓殖大学総長杯が授与される。なお、主催者は紅陵祭と同じ麗澤会事務局大学祭実行委員会。
国際フェスティバル
国際フェスティバルは拓殖大学麗澤会文化局連合会により、八王子国際キャンパスで6月に開催される。以前までは高尾祭と呼ばれていた。大学の新入生歓迎会をかねるとされ、麗澤会文化局の所属団体が紅陵祭と同様の研究発表を行うが、紅陵祭よりも来場者が少なく、小規模なため、麗澤会文化局の所属団体同士の交流会としての性格も強い。
歌集の集い
拓殖大学に伝わる伝統的な歌（校歌をはじめ応援歌、学生歌、部歌、寮歌など）を学生が披露する行事である。リーダー公開もあわせて行われる。1978年に応援団が解散した後から始まり、2007年で28回目を数える。ちなみに拓殖大学に伝わる歌集の曲目数は校歌も入れて40曲以上である。なお、声調態度、歌唱力等の審査は行わず、披露が一番の目的に行われる。

### スポーツ
- 陸上部は1921年に創部。1933年、箱根駅伝に初出場して以来、2019年の第95回大会まで39回出場している。
- レスリング部は、2006年度、全日本学生レスリング連盟主催及び日本レスリング協会共催の4大会のうち、個人戦のみの全日本学生選手権を除く、全日本大学選手権、全日本大学グレコローマン選手権、全日本学生王座決定戦の3つの団体戦全てを制し、創部以来の記録を更新すると共に、日本体育大学以来大会史上2校目となる3冠制覇を達成した。現在の監督は元格闘家の須藤元気。
- 電気自動車同好会は毎年8月下旬に公道で開催される「四国EVラリー」に過去5回出場して、優勝4回に準優勝1回の実績を持つ。
- 野球部は東都大学野球連盟に所属している。
- ラグビー部は関東大学ラグビーリーグ戦1部に所属している。
- バスケットボール部の愛称は「オレンジクラッシャーズ」。1986年と1994年の学生選手権で優勝した古豪である。
- ボクシング部は全日本大学ボクシング王座決定戦で1982年度からの4連覇を含む8度優勝。OBにオリンピック日本代表やプロで世界チャンピオンとなった者もいる。

## 大学関係者と組織

### 大学関係者組織
- 拓殖大学の同窓会は拓殖大学学友会と称し、拓殖大学大学院、拓殖短期大学、拓殖大学北海道短期大学及び留学生別科などと共通に組織されている。
- 拓殖大学の全学部学生で構成される全学組織として学生健康保険互助組合を設置しており、学生への医療費補助をはじめ、学生の健康管理、福利厚生を掌理している。他大学において設置例は少ない。議決機関として学生センター長（学生部長に相当）が理事長をつとめる理事会と執行機関で有志の学生で構成され、実際に活動を展開する学生健康保険委員会を設置する。なお、学生健康保険委員会は学生で構成される団体でありながらこの全学組織内におかれていることを理由に麗澤会（前に説明）からは例外的に独立する。

## 施設

### キャンパス

#### 文京キャンパス
- 使用学部 - 商学部、政経学部

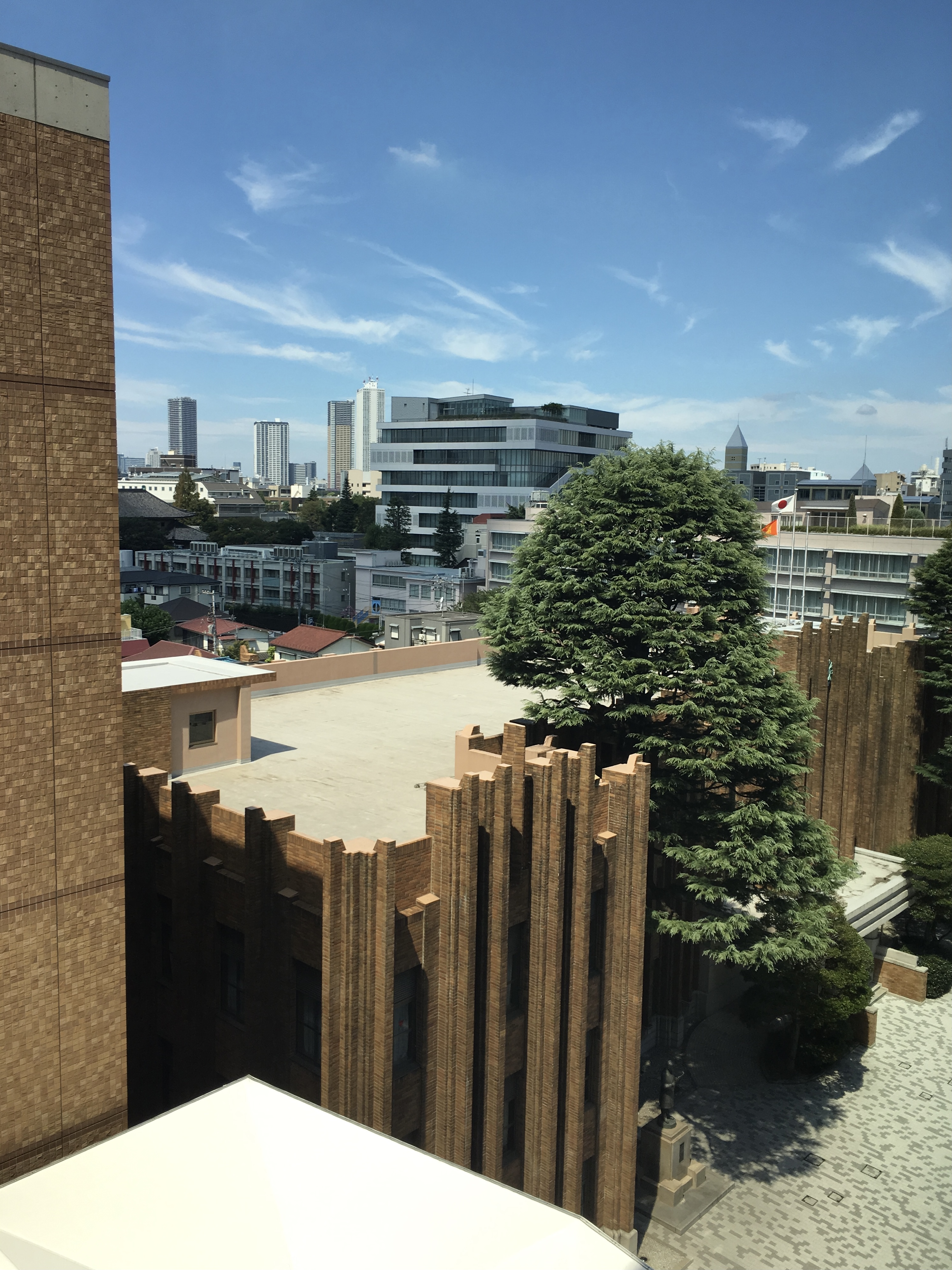
拓殖大学E館から北西方面を望む。レンガ調の建物はA館。後方に見えるのは跡見学園。

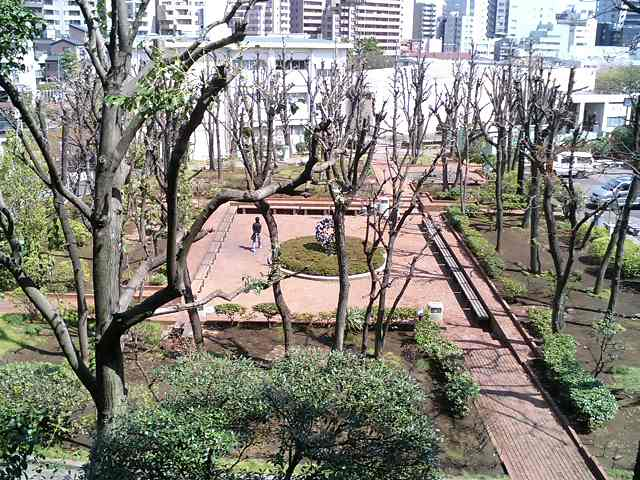
五丈原広場

- 使用研究科 - 経済学研究科、商学研究科、言語教育研究科、国際協力学研究科、地方政治行政研究科
- 使用附属施設 - 経営経理研究所、政治経済研究所、人文科学研究所、言語文化研究所、海外事情研究所、国際日本文化研究所、国際開発研究所、日本語教育研究所、イスラーム研究所、地方政治行政研究所
- 最寄り駅 - 東京メトロ丸ノ内線茗荷谷駅徒歩3分

拓殖大学が創立されて以来のキャンパスで、大学の本部もここにある。内田祥三の代表的な建築物として建築学会で知られる拓殖大学国際教育会館はこのキャンパスに隣接している。

#### 八王子国際キャンパス
- 使用学部 - 外国語学部、工学部、国際学部
- 使用研究科 - 工学研究科

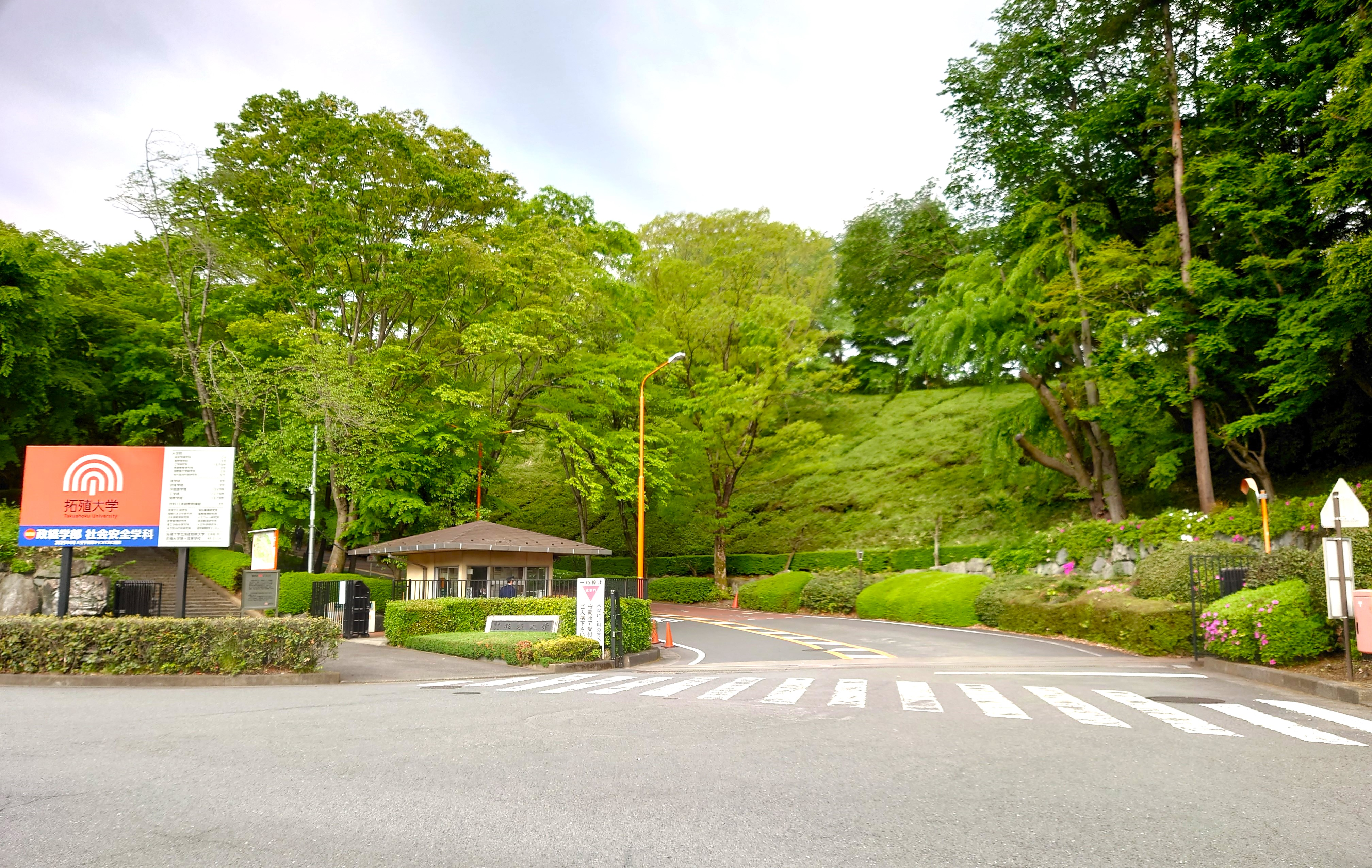
八王子国際キャンパス入口

- 使用附属施設 - 理工学総合研究所、産学連携研究センター、地域連携センター
- 最寄り駅 - JR中央線・京王電鉄高尾線高尾駅下車、拓殖大学行急行バス5分

このキャンパスにある恩賜記念講堂・歴史資料館は、2000年に拓殖大学100周年記念事業の一環で、1945年東京大空襲で全焼した恩賜記念講堂（設計：妻木頼黄）を復元した建物である。講堂の復元と同時に歴史資料館を開設した。ここでは、大学設置の許可証や海外の大学との交流、歴代の総長、学長等の資料などが展示されている。また、野球場、ラグビー場、サッカー場、アーチェリー場のほか、ゴルフ練習場や馬場などのスポーツ施設が設置されている。
敗戦前は文京キャンパスに鎮座していた拓殖招魂社は、敗戦時GHQの追求から逃れるために扁額を残して焼却され、1980年に八王子国際キャンパスに再建立。

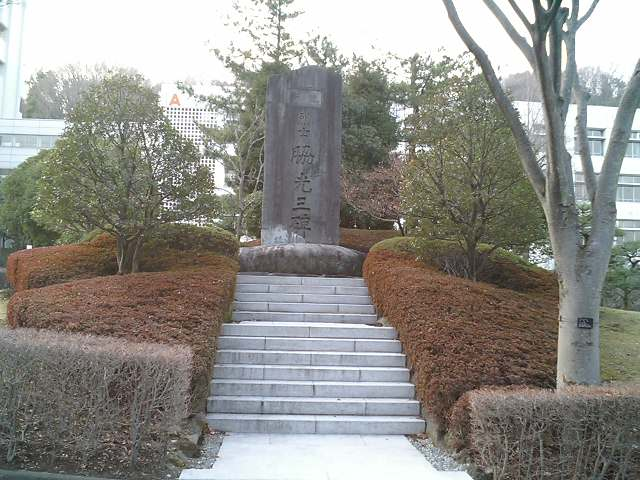
烈士脇光三碑

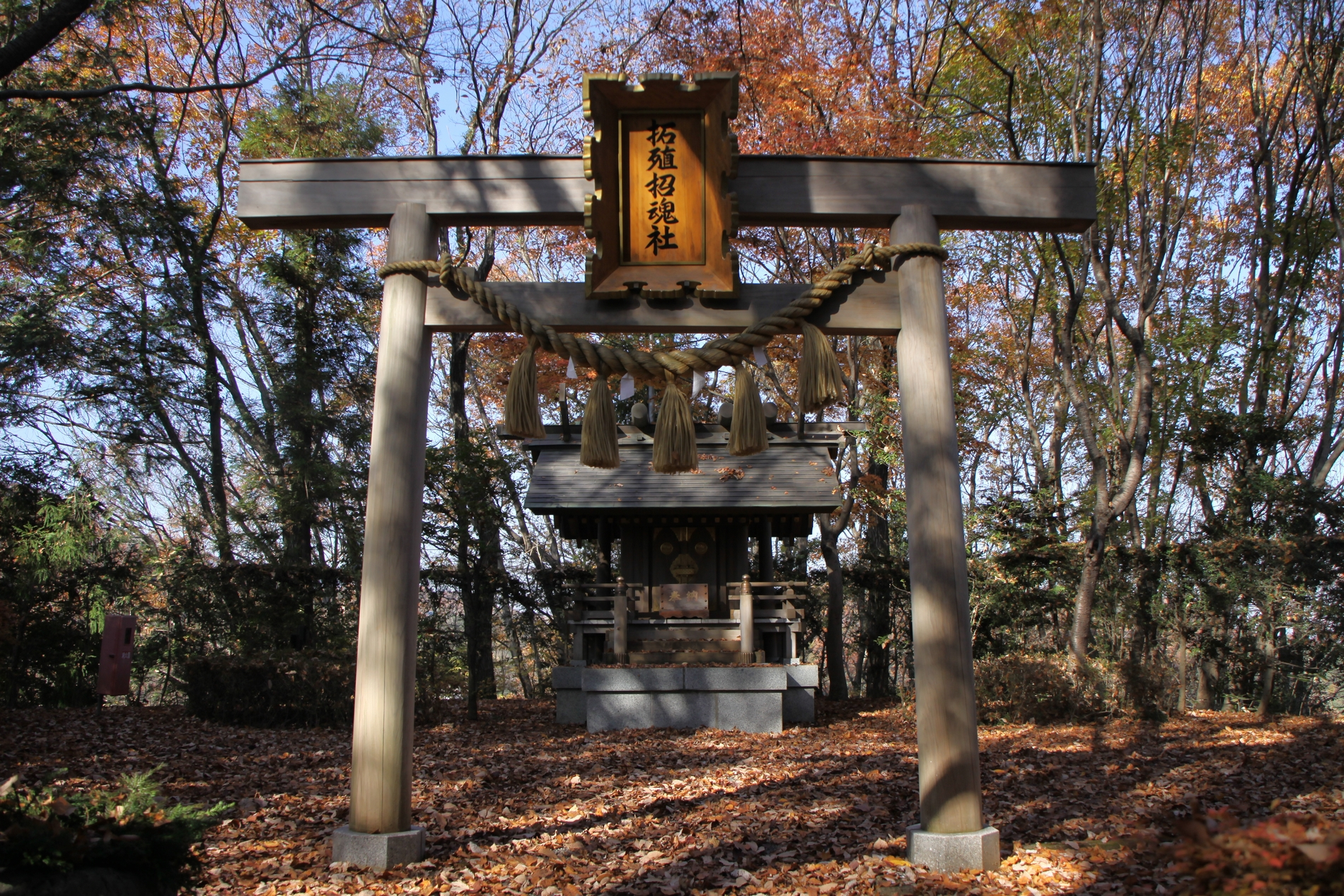
拓殖招魂社

### 寮
拓殖大学は大学の寮として一般寮、体育寮、そして妻帯者も入寮可能な留学生寮を整備している。また、一部の運動部は独自に寮をもつものもある
- 体育寮

文京キャンパス再開発事業で八王子キャンパスに新築移転された。移転時の柔道、レスリング、ボクシング、相撲の各部が入寮している。
- カレッジハウス扶桑（2012年4月完成）

一般学生を対象にしたワンルームマンション型の学生寮で八王子キャンパス内に設置。

## 対外関係

### 地方自治体との協定
- 八王子市の市民が拓殖大学付属の各図書館を利用に関する協定（2007年締結）
- 文京区の区民が拓殖大学付属の各図書館を利用に関する協定（2007年締結）

### 他大学との協定
- 海外留学協定締結校
  - エクセター大学（イギリス）
  - セントマーク&セントジョン大学（イギリス）
  - ブリストル大学（イギリス）
  - サラマンカ大学（スペイン）
  - ニュー・サウス・ウェールズ大学（オーストラリア）
  - シドニー大学（オーストラリア）
  - 北京大学（中華人民共和国）
  - 上海交通大学（中華人民共和国）
  - 北方工業大学（中華人民共和国）
  - 天津外国語学院（中華人民共和国）
  - 南京大学（中華人民共和国）
  - ハルビン商業大学（中華人民共和国）
  - 廈門大学（中華人民共和国）
  - 華東理工大学（中華人民共和国）
  - 湖北経済学院（中華人民共和国）
  - 東呉大学（台湾）
  - 長栄大学（台湾）
  - 明道管理学院（台湾）
  - 慶熙大学校（大韓民国）
  - 大邱大学校（大韓民国）
  - 大邱未来大学校（朝鮮語版）（大韓民国）
  - YMPカレッジ（マレーシア）
  - 国際イスラム大学（英語版）（マレーシア）
  - ダルマプルサダ大学（インドネシア）
  - フィリピン大学（フィリピン）
  - コンケン大学（タイ）
  - カザフ国立経営大学（カザフスタン）
  - タシケント国立経済大学（ウズベキスタン）
  - モンゴル国立大学（モンゴル）
  - モンゴル教養大学（モンゴル）
  - モンゴル文化教育大学（モンゴル）
  - 極東国立総合大学（ロシア）
  - ベトナム国家大学ハノイ校（ベトナム）
  - ハノイ貿易大学（ベトナム）
  - 日越大学（ベトナム）[13]
  - ランガラ・カレッジ（カナダ）
  - セントラル・ワシントン大学（アメリカ合衆国）
  - メリーランド大学（アメリカ合衆国）
  - メキシコ国立自治大学（メキシコ）
  - パラナ連邦大学（ブラジル）
  - 州立サンパウロ大学（ブラジル）
  - カイロ大学（エジプト・アラブ共和国）

2008年の12月に、拓殖大学と中国社会科学院との間で学術交流協定が締結された。早速、共同研究のテーマ設定の作業に取りかかり、拓殖大学内の教員相互、ならびに中国社会科学院との間で協議を重ねている。
その結果、今後3年間にわたり、以下の２つのテーマについて同時並行して研究を進めることになった。 
1．東アジアの人口動態と社会変動（日本側主査　梶原弘和 国際開発学部教授・新田目夏実 国際開発学部教授）
2．東アジアの開発体制と経済発展（日本側主査　鈴木正俊 政経学部教授・柳原透 国際開発学部教授）

### 他大学との協定 （国内）
日本国際教育大学連合
日本マレーシア高等教育大学連合
首都圏私立17大学
八王子学園都市大学
大学コンソーシアム八王子

### 関係校
学校法人拓殖大学では以下の大学も設置している。
- 拓殖大学北海道短期大学

## 附属学校
学校法人拓殖大学が設置している教育機関は以下の通りである。
- 短期大学
  - 拓殖大学北海道短期大学
- 高等学校
  - 拓殖大学第一高等学校

以下は、別学校法人であるが系属校という扱いになっている。
- 高等学校
  - 志学館高等部（設置者・学校法人紅陵学院）　千葉県木更津市
  - 拓殖大学紅陵高等学校（設置者・学校法人紅陵学院）　千葉県木更津市
- 中学校
  - 志学館中等部（設置者・学校法人紅陵学院）　千葉県木更津市